# Шукелойть, Антон Антонович
Анто́н Анто́нович Шукело́йть (Шукелойт) (бел. Антон Антонавіч Шукелойць (Шукелойц); 19 июля 1915, Якелевщина, Виленская губерния — 7 января 2017, Нью-Йорк, Нью-Йорк) — общественный деятель белорусской эмиграции в США.

## Биография
Родился в крестьянской семье Антона и Бенедикты (в девичестве Петюкевич). Отец имел хозяйство и торговал лесом. Закончив Жупранскую начальную школу, поступил в Ошмянскую польскую гимназию. Окончил отделение славянской филологии и этнографии гуманистического факультета виленского Университета Стефана Батория (1939). Во время студенчества работал в университетском этнографическом музее, часто выезжал для сбора материалов в различные места Белоруссии.
В юности присоединился к общественному движению, во время учёбы в Ошмянской польской гимназии был членом белорусского кружка социалистической молодежи, которым руководил известный ошмянский социалистический деятель адвокат Александр Баранович. В Вильнюсе присоединился к группе студентов, которая издавала журнал белорусской социалистической мысли «Золак», идеологически близкий к эсерам. В университете был членом белорусских студенческих организаций: Белорусского студенческого союза, Общества приятелей белорусоведения (в последнем был председателем). Пел в белорусском студенческом хоре под руководством Григория Ширмы.
По присоединению Западной Белоруссии к БССР в 1939 году работал учителем в Ошмянском районе. Организовал в Ошмянах первую белорусскую среднюю школу, учительские курсы и около 90 белорусских школ на территории бывшего Ошмянского уезда. Преподавал белорусский язык в гимназии, где раньше учился сам. В 1940 году стал депутатом Ошмянского городского совета, заведующим городского отдела народного образования и школьным инспектором-методистом Ошмянского района.
23 июня 1941 года был арестован органами НКВД, освободился из тюрьмы в результате налета немецкой авиации. Во время нацистской оккупации работал в отделе просвещения и культуры Минской городской управы, где упорядочивал архивы ЗАГСа, частично уничтоженные в результате военных действий. Затем стал заведующим Белорусского исторического музея (потом Краеведческий музей). После организации в Минске Белорусского культурного объединения был назначен руководителем отдела краеведения главного управления. Был школьным инспектором при отделе Белорусской центральной рады. С 1944 года — в Германии.
После войны работал в системе образования в лагерях для перемещенных лиц в Германии. Пытался отыскать в Баварии следы вывезенных туда белорусских музейных ценностей. В начале 1950-х годов переехал в США. Работал товароведом при Технологическом институте моды, в магазине одежды «Ohrbach’s». Активный участник жизни белорусской диаспоры в США. Многолетний председатель Белорусско-Американского объединения, член редакции газеты «Беларус», член Белорусского института науки и искусства в Нью-Йорке.
Автор десятков статей, воспоминаний, некрологов, опубликованных в газетах «Бацькаўшчына» и «Беларус». Опубликованы материалы А. Шукелойтя о судьбе музейных фондов, вывезенных во время Второй мировой войны из Белоруссии в Германию и Австрию.
100-летний юбилей Антона Шукелойтя торжественно отмечался 19 июля 2015 года белорусской общиной в Нью-Йорке (торжество устраивал Бруклинский отдел Белорусско-Американского объединения).